# حاتم زكي الدين
قالب:Like resume
سيدنا حاتم زكي الدين (من مواليد 10 سبتمبر 1959)، هو سيدنا والداعي المطلق الخامس والأربعون من علوي البهرة ونائب من ذرية العصمة الفاطمية الحادي والعشرون علي الإمام أبو القاسم الطيب في زمن إخفائه عن القاهرة سنة 528هـ/1132م وهو ما يسمى بدور الستر. وهو من رتبة الداعي المطلق يتمتع بسلطة روحية وزمنية مطلقة تحت التوجيه السري لإمام الزمان. ومن أعطى له البيعة والعهد على اسم الإمام الطيب، فهو فقط يعتبر عضوا في جماعة البهرة العلوية. ويقول كبير فقهاء النعمان في بلاط الإمام المعز الفاطمي في كتابه: أما الأتباع الحقيقيون، وهم أبناء الطائفة الإسماعيلية، فإنهم يبايعون الإمام بإخلاص.
الداعي أو سيدنا الحالي هو صاحب آل جيفابهاي الثاني عشر.

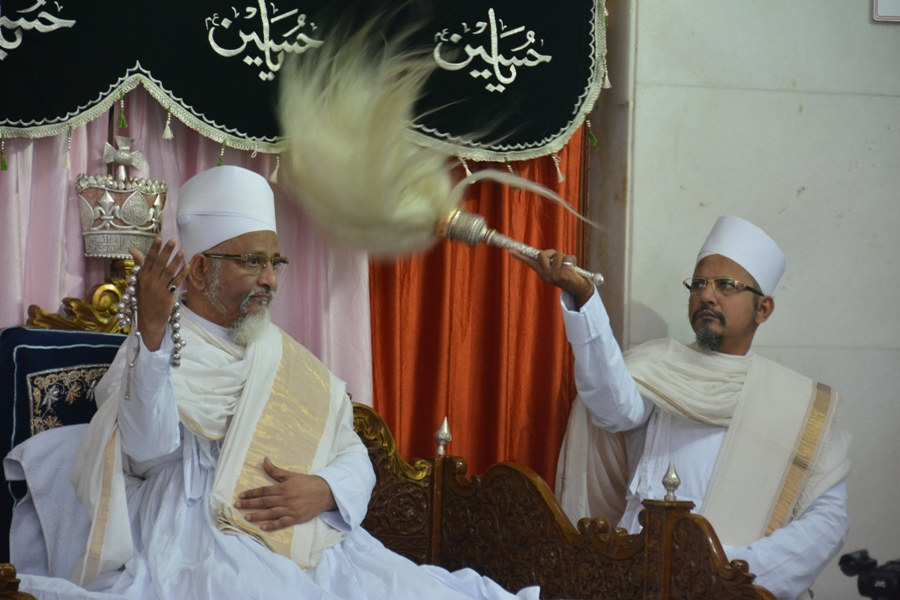
آقا مولى سيدنا حاتم زكي الدين صاحب

## المقدمة والرسالة والمجتمع
الداعي المطلق الخامس والأربعون الحالي أو داعي الزمان (داعي الوقت الحاضر) أي ممثل (نائب) الإمام الزمان (الإمام في ذرية الإمام الطيب) حاتم الخيرات ربيع البركات سيدنا أبو سعيد الخير حاتم زكي الدين صاحب واصل مساعي سلفه مع التركيز بشكل خاص على تعزيز علاقة المجتمع مع قيادات المجتمع الأخرى وباتباع الممارسات الإسلامية من خلال الترويج و نشر الوعي بالهوية الفاطمية والتراث الإسماعيلي.
محل ميلاده هو بدري موهالا، فادودارا، تاريخ ميلاده يصادف 8 ربيع الأول 1379 هـ / 10 سبتمبر 1959 م، الخميس. تحت الأيدي الرشيقة لجده، الداعي المطلق سيدنا يوسف نور الدين صاحب (ت 1394 هـ) ومكاسر الدعوة بهاي صاحب نزار علي (ت 1397 هـ)، الثالث والأربعين ، أكمل تعليمه الديني الرسمي ثم حصل على التخصص جلسات علوم الدعوة. للتخرج وما بعد التخرج مكث في مومباي لمدة 5 سنوات (1979-1984 م) يدرس اللغة العربية وآدابها مع الدراسات الإسلامية في جامعة مومباي. أثناء إقامته في مومباي، بذل كل ما في وسعه لإثراء مكتبة الدعوة الشريفة من خلال الحصول على المخطوطات الإسماعيلية الطيبية والكتب الإسلامية النادرة. كان له دور فعال في جمع المخطوطات النادرة وجعلها جزءًا لا يتجزأ من خزانة علوية. قام بالتربية والتربية الطيبة لمؤمني مومباي على أخلاق أهل البيت (عليهم السلام) من خلال القيام بمسؤوليات محرم وشهر الله رمضان.
أثناء دعوة والده الداعي الرابع والأربعين سيدنا طيب ضياء الدين صاحب، وهو مأذون (مكانة روحية بعد الداعي) من عام 1984م، حمل على عاتقه مسؤولية تثقيف الناس من أجل تحسين وضعهم. والآن بعد أن أصبح داعيًا للمطلق منذ عام 2015م، فإنه يحرص على الحفاظ على العلاقات العلمية والتجارية والاجتماعية مع أفراد المجتمع الآخرين. اتخذ خطوة قوية جداً وقراراً قوياً في عام 1423هـ/2011م بإرسال ابنه الأكبر بهاي صاحب سعيد الخير الذي سيتم ترقيته إلى مرتبة الماذون المطلق إلى مدينة قم في إيران للتخرج في اللغة العربية وآدابها. إنه الوقت الذي يسافر فيه أي شخص من قصر عالي إلى أرض إيران للدراسات العليا. وهي أرض دعاة المقدسة الذين هاجروا إلى مصر في خدمة الإمام الفاطمي في القرنين الرابع والخامس الهجريين. لمعرفته بأهمية التعليم وكونه أساس دعوة الحق (المهمة الإلهية)، اهتم سيدنا صاحب شخصيًا بتعليم وتخصص أبناء الدعوة في مختلف المجالات.
في الوقت الحاضر الابن الأكبر لسيدنا صاحب سعيد الخير بهاصاحب عماد الدين صاحب هو الماذون المطلق الذي تم ترقيته في 4 ربيع الآخر 1442 هـ / 19 نوفمبر 2020 م. الأخ الأصغر لسيدنا صاحب، محمد بهايصاحب نور الدين صاحب، هو على رتبة مكاسر المطلق منذ 7 رجب 1430هـ/29 يونيو 2009م بعد وفاة مكاسر المطلق الدكتور حسين معين الدين في 13 شوال 1429هـ/12 أكتوبر 2008م. ويرأس منصب رأس الحدود أخوه الأصغر الدكتور ذو القرنين بهاصاحب حكيم الدين الذي تم تكليفه بهذه المسؤولية مع مكاسر المطلق. عندما قام سيدنا صاحب بعمل نص الجلي وعين ابنه الأكبر خلفا له الداعي المطلق السادس والأربعين، حصل مكاسر المطلق على لقب فريد من نوعه باسم "سقاة الدعوة الهدية". "العلوية" (ثقۃ الدعوۃ الهادیۃ العلویۃ، SDHA) تعني الأكثر ثقة، وقد مُنح رأس الحدود لقابًا خاصًا باسم "ناصر الدعوات الطيبة" (ناصر الدعوۃ الطیبیۃ، NDT) بمعنى الشخص الذي يساعد في شؤون الدعوة.
لقد لعب دورًا محوريًا في تجديد منهج المدرسة الطيبية من خلال جعل تعلم لسان الدعوة إلزاميًا لجميع التلاميذ. وهو متواجد دائمًا لتوجيه وإعطاء مدخلات خاصة في نشر عدد من الكتب التي تسلط الضوء على العقيدة والممارسات العلوية. عندما تم وضع تصور للموقع في عام 1425 هـ / 2004 م مع النشرة الإخبارية الدينية نصف الشهرية "مشكاة الهادي"، كان له السبق في تنشيط وتقديم الموضوع حسب طلب الوقت. ولمواكبة العصر المتغير وعالم معلومات الهاتف المحمول، تصور طريقة الوصول إلى أبعد وأصغر عضو في المجتمع، من خلال تطوير تطبيق الهاتف المحمول "أهل الذكر". وخفف من التعقيدات الزوجية من خلال جعل الوزارة العلوية (مكتب الدعوة الهادية) مركزًا لجميع هذه الأنشطة، وعزز أنشطة الشباب، ورعاية المرأة، والمراكز والمخيمات الطبية، والمهارات التعليمية للأطفال. المعلمين والتعليم العالي ومحو الأمية والتجارة والأعمال وما إلى ذلك.
قدم حج التمتع إلى مكة المكرمة والمدينة المنورة مع والده الحبيب الداعي الرابع والأربعين عام 1412 هـ / 1992 م مع مجموعة مكونة من 82 مؤمنًا. وبعد هذه الحجة قام بتأليف كتاب أركان الحج ومناسكه. لقد أخذ هو نفسه جلسات خاصة وأعد المؤمنين لكيفية أداء الحج الصحيح والكمال. في عام 1420هـ/1999م، قام سيدنا صاحب مع الداعي الرابع والأربعين برحلة طويلة مدتها 42 يومًا لزيارة المباركة في العراق والأردن ومصر وإسرائيل وسوريا واليمن. وبفضل جهوده وتشجيعه، اختار عدد أكبر من الناس الذهاب للزيارات في كربلاء والنجف بدلاً من إهدار المال في بعض الوجهات السياحية الأخرى. وقد تم تنظيم سبق واسع بالأدب لأهل العمرة المفردة التي تتزايد أضعافا مضاعفة مع مرور كل عام.
لكل مناسبة روحية أو اجتماعية صغيرة أو كبيرة، يتم توفير المطبوعات المطبوعة من قبل مكتب سيدنا صاحب لإعطاء التعليمات المناسبة للمتقدمين. 24 من الحدود (شخص مكلف بمهمة محددة) موجودة هناك لأداء الاحتفالات الدينية وفقًا للمبادئ التوجيهية المحددة منذ قرون والمعتقدات الطيبية. سواء كان ذلك في ديفدي مبارك - مقر إقامة سيدنا صاحب، مسجد، قاعة المجتمع، مجلس خاص، مقبرة للمناسبات المتعلقة بالتنصيب، السحرة، عيد الميلاد، الزواج، الميسق (القسم الإلهي)، روزا الإفطار، الزيافات، الختنة أو صدقة المتوفى . سيدنا صاحب ورفاقه المقربون يديرون كل هذه الأمور. وهذا هو السبب الذي يجعل ديفدي مبارك ينبهر في كل مرة بالسير الروحي للمؤمنين.
وقد احتفظ بمبلغ 1000 مهر روبية. - حددها والده المولى المقدس ، والتي كانت سابقًا روبية. 200/- خلال وقت الداعي الحادي والأربعين، مقابل عرض الزواج المقدم للعروس، ومن السلطة التقديرية للفرد أن يعطي أو لا يعطي أي شيء باستثناء المهر. لا يوجد مفهوم للمهر، وللمرء الحرية في ترتيب أي شيء لزواج ابنته حسب حالته المالية، ولكن بموجب القوانين الدينية المحددة مسبقاً. تميزت فترة عمله كماذون والآن كداعية ببناء مساجد جديدة وبيوت الضيافة (المسافر الخانات) والأضرحة والقاعات المجتمعية. ويمكن رؤية فطنته في العمارة الفاطمية في المبنى الذي تم تشييده تحت إشرافه. وقد أكسبه هذا مصممًا قديرًا ومخططًا مستقبليًا فيما يتعلق بالمرافق . مسجد الفاطمي، مسجد الحاتمي، مسجد الشهابي، مسجد البردي، مزار سيدنا أمير الدين صاحب في براتابناجار، سيدنا نور الدين صاحب في الوادي، سيدنا بدر الدين صاحب في بستان إي بدري هي التحف الفنية من خبرته.
بدأ مفهوم الاستشارة الدينية والاستشارة الشخصية قبل الزفاف منذ عدة سنوات، والآن يمكن للمرء أن يجد نتائج إيجابية منه حيث انخفضت حالات الخلاف الزوجي والطلاق بشكل كبير. في المجلس المعروف باسم "تحديد تاريخ الزواج واليوم الذي يتم فيه توزيع بطاقات الزفاف في المجتمع"، يجلس العروسان أمام سيدنا صاحب ويشرح بنفسه واقع الحياة الزوجية ومسؤولياتها وتضحياتها. . وكذلك بإذن رضا سيدنا صاحب دورات تدريب أطفال البليغ - الأطفال الذين بلغوا سن البلوغ ويجب عليهم أن يقسموا لسيدنا صاحب يمين الولاء (الإمام) الذي يقصد به إمام الزمان. من آل محمد المعروف باسم "إمام الزمان (ع)" ، يتم إجراؤه بانتظام أمام مجلس مساك. يتم تعليم الأطفال أركان الإسلام والإيمان، ومسؤولياتهم كعلويين بهرة، وواجباتهم وفقًا لشريعة الإسلام من الفجر حتى الغسق، وعلاقتهم بأفراد أسرهم وأقاربهم وجيرانهم وموظفيهم وأفراد المجتمع. . من يعطي المساك يتمتع بكل الارتباطات الروحية والتوجيه المطلق من سيدنا صاحب. وهذا يمنحه هوية كونه علويًا.
خلال الفترة المضطربة للجائحة والخوف من الإصابة بفيروس كورونا (COVID-19) في جميع أنحاء العالم، كان هناك إغلاق عالمي وتباطؤ اقتصادي. في كل زاوية وركن من أركان العالم، كان الناس محصورين في منازلهم لعدة أشهر معًا وبدأ وضع طبيعي جديد للعمل من المنزل. بدأ هذا كله في رجب 1441هـ/مارس 2020م، حيث بدأ ينتشر في جميع الدول تقريبًا. تم تقييد جميع التجمعات الاجتماعية والدينية وإعادة جدولتها. خلال هذا الوقت من شهر الله 1441 هـ ومحرم 1442 هـ، تم بث أو تسجيل جميع الصلوات والمجالس والدعاء والأدعية في ديفدي مبارك. ثم تم إتاحته للمؤمنين من خلال Zoom وYouTube. لقد كان استعداد سيدنا صاحب وتوجيهاته لمواكبة الوقت المتطلب هو جعل هذا المرفق ممكنًا.
المنشورات المخصصة للمعرفة والتوعية الدينية هي هدفه الأساسي. ولمعرفته أن الكتب هي أم التطوير والانضباط، كان يؤكد دائمًا على قراءة الأشياء الجيدة للحصول على نتائج مثمرة. وتم نشر العديد من الكتب التي تبرز العقيدة الإسماعيلية الطيبية وحقائقها لتوعية أتباعه بواجباتهم الدينية والاجتماعية. كتب مثل:
- كتاب الولاية، دعائم الاسلام - كيف يجب على التابع الصدق لإمامه
- مخزن المسائل - أسئلة وأجوبة تتعلق بمجموعة واسعة من المواضيع التي تعزز معرفة المبتدئين،
- لسان الدعوۃ - Lisaan ud-Da'wat - 3 كتب لتعلم لغة الدعوة بالتفصيل،
- منسك - - كتب توجيهية الحاج إلى الحج والعمرة
- صلوۃ نصف الليل - صلاة ليلية مختلفة مع الترجمة،
- " انوار القرآن " أي القرآن المختلف " من القرآن بمعنى " أي لا يترجم " .
- صحيفة شھر الله - التي تحتوي على رواية مفصلة عن رمضان وأمائته
- المصباح - تتكون من كل الدعات (دعاة) مع الترجمة التي يقرأها الاوى بورا من الفجر إلى الغروب
- الصحیفۃ الطیبیۃ - Saheefah Taiyebiyah - رواية شاملة لكل جانب من جوانب الالتزامات الدينية للعلاوي،
- اصحاب اليمين: تاريخ 24 مبلغًا يمنيًا (دعاة) مع أعمالهم ومحاضراتهم
- ادعيۃ الصلوۃ و الوضوء - Ad'eeyat us-Salaat wal Wuzu - المقصود لطلاب مدرسة الطيبية،
- منسک کربلاء و النجف- كتاب يحتوي على الدعاءات والتعليمات لمن يخطط للذهاب إلى زييارات مُولى علي ومُولى الحسين.
- كتاب الوصايا - وصايا فاطمة التي تم تجميعها من كتاب دعائم الإسلام.

## الأعمال الأدبية في المخطوطات

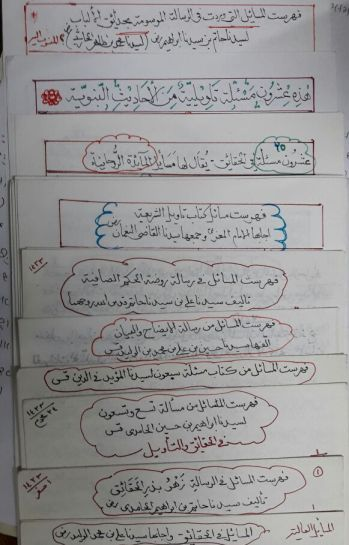
كتاب "مصدر" على قائمة الحقائق في إيمان الإسماعيلي الطيبي

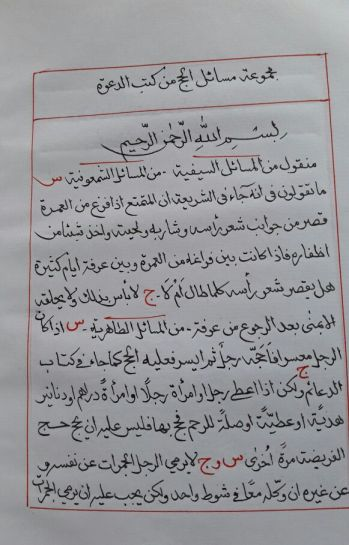
مسودة ذات أسئلة وأجوبة مختلفة عن الحج

- مجموعة بيان المناسك الحج من کتب الدعوۃ: سنة 1420 هجري/1999 م - في كتاب واحد جمع ماولاء جميع المحاضرات والفصول والرسائل من الدعوة الشريفة تقريباً المتعلقة بالأركان والمناسك[13] من الحج ، معناها الواضح-الظاهر وكذلك الخفية-الباطن ، وعملياته الإجبارية والطوعية ،والطرق المختلفة للتعامل مع الوضع في حالة الأخطاء الكبيرة والصغيرة ، وقواعد -الطواف أي 7 جولات حول الكعبة.
- "ديوان حاتم" - دیوان حاتم : سنة 1425 هـ/ 2004 م - مجموعة سيدنا صاحب من أشعار-اشعار أي تأليف شعري على شكل بيت، قصائد، أشعار في الفرقة -بند يتلى في المجلس الذي عقد خلال آخر شهر رمضان-رمضان وهي روتي (جباتي)، عورات (امرأة)، آدمي (رجل)، 'علم (المعرفة)، نعمت (خيرات) الخ، رباعيات-رباعيات ، قطعات-قطعات وما إلى ذلك. حتى الآن يتم إضافة أنواع مختلفة من التكوين.
- مجموعة المسائل في علم الحقائق والتأويلات و رسومات الدعوۃ: سنة 1422 AH/2001 AD - هذا المسلسل يحتوي على أنواع مختلفة من الأسئلة وأجاباتها على أساس المعنى الإسلامي، وأعمدة الإيمان، قيسة أمبيا - قصص الأنبياء المتعلقة بعائلة محمد الحياة بعد الموت، يوم القيامة، الجائزة والعقاب للأعمال المختلفة وبناء على ذلك المكان في الجنة والجحيم، خلق هذا العالم، أصل وعودة جميع المخلوقات إلخ.
- فھرست المسائل التأويليۃ و فی علم الحقیقۃ من کتب الدعوۃ: سنة 1423 AH/2002 AD - هي قطعة مهمة للغاية من الأدب الإسماعيلي تايبي حيث يمكن العثور على قائمة كاملة من الأسئلة المتعلقة معنى الشريعة الخفية والخفية وتفسيرها التي تغطي فاطميين وكذلك مرحلة فاطميات اليمنية بعد فاطمي من الدعوة. يتناول هذا المقال الأسئلة التي أجاب عليها سيدنا حاتم، الإمام موسى، سيدنا علي بن سيدنا حاتم، سيدنا حسين بن علي بن محمد الوليد، سيدنا المؤيد الشيرازي، سيدنا إبراهيم بن حسين وما إلى ذلك.
- ملاحظات فی ضوء التأويل من الآيات القرآنية: سنة 1427 AH/2006 AD - هذه النسخة الشخصية من القرآن الكريم تقدم نظرة عميقة ودراسة واسعة من أعمال كل من دعاة البلاغ [14] و دعاة المتلقين[15] التي تمتد من القرن الثالث إلى القرن العاشر AH. كل صفحة من هذه الصفحات تمتد وتتسم بالعبارات والملاحظات واللمحات المحددة التي توفر للقارئ نظرة حية ومذهلة حول كيفية أخذ مؤلفي الإسماعيلي بعض الآيات القرآنية أو الكلمات إلى نطاق لا حدود له من التفسير الآسي.
- "القراطيس العلميّة والتوجيهات والمعاملات من الكتب الدعوۃ: سنة 1405 هجري/1985 م - ما يقرب من 3000 صفحة أوراق في شكل م.س.إم. هذه الوثائق المخطوطة بشكل جميل تستند إلى عدد كبير من الأعمال والكتب التي كتبها مبلغون إسماعيلي الطيبي في القاهرة واليمن وأحمدآباد. والتي بدورها تستند إلى تعاليم القرآن والتقاليد النبوية والاقتباسات والخطابات من أهل البيت والأئمة الفاطميين إلخ. تستخدم الأوراق-وثائق على نطاق واسع من قبل المرافق المقربين من الداعي لتقديم محاضرات في مختلف المساجد وفي مناسبات دينية اجتماعية مختلفة. وفقًا لموضوعها ، يتم تصنيفه وتقسيمه إلى مجموعة واسعة من المواضيع التي تشمل مختلف العلوم والكليات الإسماعيلية.

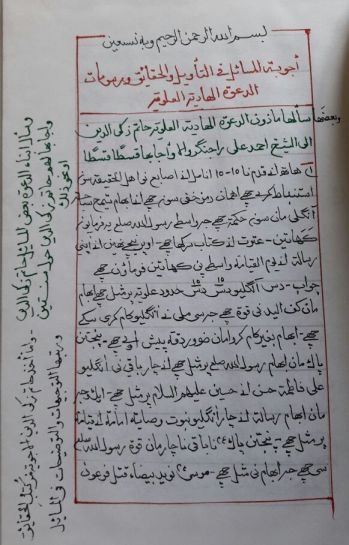
مخطوطة تتضمن أسئلة وأجوبة حول المعنى الباطني والتقاليد الشرعية

- "خلاصة المسائل" : سنة 1411 هـ/ 1991 م - هذا كتاب يتكون من أسئلة مختلفة يطرحها المبتدئ في المذهب الإسماعيلي الطيبي بشكل متكرر. يتم التعامل مع كل سؤال بلغة بسيطة للغاية ويتم الإجابة عليه إلى النقطة التي يسهل على القارئ فهمها. وتتعلق الأسئلة بالأنبياء وأحاديثهم القرآنية، والفقه الإسماعيلي الطيبي، والعادات والممارسات، وأركان الإسلام والإيمان، وتاريخ الأئمة والدعاء الفاطميين، وحقائق الدنيا والآخرة وما إلى ذلك. فيه 136 سؤال وجواب وأخيرا فيه وصية محمد لأمير المؤمنين مولى علي.

## المزيد من القراءة
- كتاب النصيحة في أنوار الشريعة-كتاب نصیحۃ فی انوار الشریعۃ للداعي سيدنا التاسع والعشرون علي بن سعيدي إبراهيم - ١٠٤٢ هـ / ١٦٣٣ م - أحمد آباد
- كتاب الهمة في آداب وأتباع أئمة-كتاب الھمۃ في ٰداب اتباع الأئمۃ لسيدنا قاضي نعمان بن محمد (ت ٣٦٣هـ/٩٧٤م) - القاهرة
- كتاب دعائم الإسلام، کتاب الولایۃ لسيدنا قاضي النعمان بن محمد (ت 363هـ/974م) - القاهرة
- الصحيفة الحاتمية - مكتبة الدعوة الشريفة، فادودارا (غوج. الهند) - 2015 م

## الملاحظات والإشارات
1. ↑  an-No'maan bin Mohammad، Qazi. Kitaab ul Himmah fi Aadaab e Atbaa' e A'immah. Cairo.
2. ↑  Hamdani، Sumaiya A. (2006). Between Revolution and State: The Path to Fatimid Statehood (Ismaili Heritage). New York: I.B. Tauris & The Institute of Ismaili. ص. 117. ISBN:978-1850438823.
3. ↑  the holy progeny or descendants of the 32nd Alavi Da'i al-Mutlaq Saiyedna Jivabhai Ziyauddin in Vadodara
4. ↑  A title given to the present Da'i al-Mutlaq meaning he is benevolent like the 3rd Da'i Saiyedna Haatim and he is the Spring of Gracefulness
5. ↑  Hand-written old and reliable books called manuscripts pertaining to the time of Fatimid Caliphs or their representatives in the 4th-5th-6th century after Hijrah
6. 1 2 3 4  Mazoon is the spiritual status below Da'i al-Mutlaq then comes Mukaasir and Ra's ul Hudood. After all these ranks begins the ranks of close assembly members of Da'i called Hudood
7. ↑  He is the person on whom Da'i al-Mutlaq does "Nass" and appoints him as his successor. The one who does Nass is called Naas and on whom it is propagated is called Mansoos
8. ↑  Through this tradition Da'i al-Mutlaq appoints his successor in front of the whole community and from the pulpit declares him as the next Da'i
9. ↑  "Welcome to the Official Website of Shi'a Isma'ili Musta'alavi Taiyebi Alavi Bohras - Home page". alavibohra.org. مؤرشف من الأصل في 2023-10-05.
10. ↑  "About". alavibohra.org. مؤرشف من الأصل في 2023-05-28.
11. ↑  App-Ahl uz Zikr نسخة محفوظة 2023-10-04 على موقع واي باك مشين.
12. ↑  The official residence of Da'i al-Mutlaq
13. ↑  Compulsory and traditional things performed by the Hajj pilgrim during the 5 days of Hajj in Mecca in the last month of Islamic Year, Zul Hijjah
14. ↑  The missionaries during the time of a Manifest Imam (Imaam e Zaahir) who is responsible in disseminating the Isma'ili Faith among the common people and likewise spreading the words of Imam
15. ↑  During the time of Hidden Imam i.e. Dawr us Satr, the missionaries who work independently by the hidden guidance of Imam of the time and appoint one after the other through the tradition of Nass and propagate the holy message of the mission of 21st Imam at-Taiyeb and act as a deputy for his progeny.

## الروابط الخارجية
- التفاصيل المطلوبة عن الداعي المطلق الحاضر
- الموقع الإلكتروني للمجتمع: www.alavibohra.org
- مقاطع فيديو من مختلف المناسبات

| سبقه {{{سبقه}}} | {{{العنوان}}} {{{الأعوام}}} | تبعه {{{تبعه}}} |